# 3975 Верді
3975 Верді (3975 Verdi) — астероїд головного поясу, відкритий 19 жовтня 1982 року.
Тіссеранів параметр щодо Юпітера — 3,286.